# 2014 dans l'Union européenne
Chronologie de l’Union européenne
- 2010
- 2011
- 2012
- 2013
- 2014
- 2015
- 2016
- 2017
- 2018

Cette page concerne l'année 2014 du calendrier grégorien.

## Institutions européennes
- Président du Conseil - Herman Van Rompuy, puis Donald Tusk
- Président de la Commission - José Manuel Barroso, puis Jean-Claude Juncker, Parti populaire européen
- Présidence du Conseil - Grèce (Jan-Juin) et Italie (Juil-Déc)
- Président du Parlement - Martin Schulz
- Haut Représentant - Catherine Ashton, puis Federica Mogherini

## Chronologie

### Janvier 2014
- 1er janvier 2014 : 
  - la Lettonie adopte l'euro.
  - adhésion de Mayotte à l'Union européenne, dont le statut passe de celui de PTOM à celui de RUP
  - début de la cinquième présidence grecque du Conseil de l'Union européenne

### Mai 2014
- 22 au 25 mai 2014 : les élections du Parlement européen ont lieu dans les 28 États membres afin d'élire les 751 députés

### Juin 2014
- 27 juin 2014
  - les dirigeants européens choisissent l'ancien Premier ministre luxembourgeois Jean-Claude Juncker pour être le nouveau président de la Commission européenne ;
  - reconnaissance de la candidature de l'Albanie à l'adhésion à l'Union européenne ;
  - signature de l'accord d'association entre la Moldavie et l'Union européenne.

### Juillet 2014
- 1er juillet 2014 : début de la douzième présidence italienne du Conseil de l'Union européenne
- 15 juillet 2014 : ratification du Parlement européen avec 422 voix pour, contre 250, 47 abstentions et 10 bulletins nuls pour le choix de Juncker à la Commission européenne
- 16 juillet 2014 : sommet des dirigeants européens pour désigner le nouveau chef de la diplomatie européenne et le nouveau vice-président de la Commission

### Novembre 2014
- 1er novembre 2014 : 
  - prise de fonction de la commission Juncker, avec pour président, le luxembourgeois Jean-Claude Juncker
  - entrée en fonction du nouveau Haut Représentant, l'italienne Federica Mogherini.

### Décembre 2014
- 1er décembre 2014 : Donald Tusk prend la présidence du Conseil européen.

## Compléments